# Nosorožec sumaterský
Nosorožec sumaterský (Dicerorhinus sumatrensis) je jeden z šesti žijících druhů z čeledi nosorožcovitých a jediný žijící druh rodu Dicerorhinus. V rámci nosorožcovitých je nejmenším zástupcem, v kohoutku měří maximálně 145 cm a váží až 800 kg, ačkoli některé záznamy hovoří o jedinci s hmotností až 2 000 kg. Stejně jako oba africké druhy má i nosorožec sumaterský dva rohy; roh na nose bývá větší, méně než 50 cm dlouhý, zatímco druhý roh je spíše pahýlovitý. Většinu těla nosorožce sumaterského pokrývá srst tvořená červenohnědými chlupy.
Příslušníci tohoto druhu kdysi obývali deštné pralesy, bažiny a mlžné lesy v jižní, východní a jihovýchodní Asii. Výraznou hrozbou se však ukázal být lov pro rohy a jiné části těl, jímž jsou v Asii připisovány zázračné účinky. V současnosti je nosorožec sumaterský kriticky ohroženým druhem, ve volné přírodě existuje pouze několik izolovaných populací na Sumatře a jedna na indonéském Borneu. K roku 2019 byl tento druh zcela vyhuben v Malajsii. Podle vyhodnocení Mezinárodního svazu ochrany přírody (IUCN) k roku 2020 přežívá méně než 100 jedinců a žádná subpopulace nečítá víc než 50 zvířat. Bez lidských zásahů očekává IUCN 90% šanci vyhynutí druhu v příštích 60 letech.
Nosorožci sumaterští žijí s výjimkou páření, obdobím před pářením a během výchovy mláďat striktně samotářsky. K ostatním jedincům svého druhu jsou však nosorožci sumaterští ve srovnání s ostatními nosorožci relativně tolerantní a neexistují žádné důkazy, že by si bránili svá teritoria aktivním bojem. Území si však značkují hloubením půdy nohama, ohýbáním stromků a zanecháváním exkrementů. Doba březosti činí přibližně 15 až 16 měsíců. Chov nosorožců sumaterských v zajetí provázely značné problémy a velká úmrtnost chovaných jedinců.

## Taxonomie a pojmenování

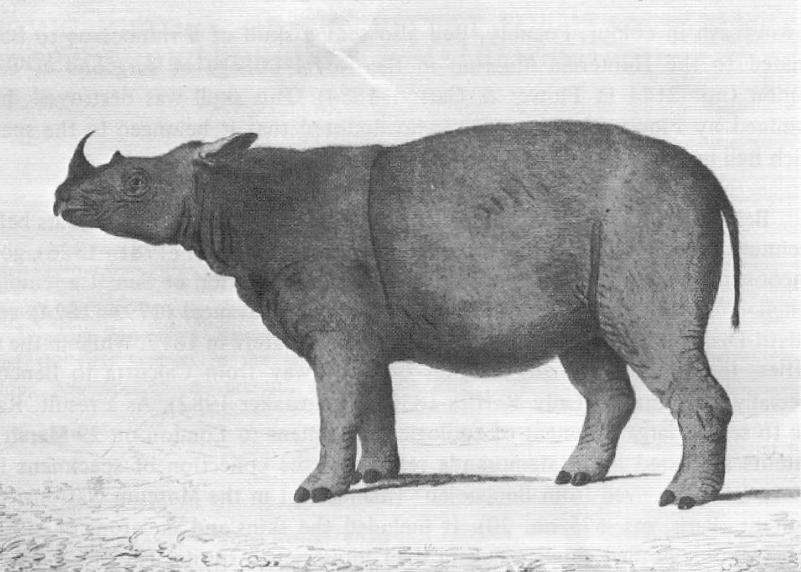
První kresba nosorožce sumaterského známého pro západní vědu (W. Bell, 1793)

První známý nosorožec sumaterský byl zastřelen v roce 1793 asi 16 km od pevnosti Marlborough u západního pobřeží Sumatry. Kresby zvířete a jeho písemný popis byly zaslány anglickému přírodovědci Josephu Banksovi, tehdejšímu prezidentovi Královské společnosti, který ještě téhož roku o tomto exempláři publikoval článek. V roce 1814 druh vědecky pojmenoval Johann Fischer von Waldheim.
Druhové jméno sumatrensis odkazuje na indonéský ostrov Sumatra, kde byli nosorožci prvně objeveni. Švédský systematik Carl Linné původně všechny druhy nosorožců řadil do rodu Rhinoceros, proto byl také nosorožec sumaterský původně popsán jako Rhinoceros sumatrensis (příp. sumatranus). Britský přírodovědec Joshua Brookes však oddělil dvourohého nosorožce sumaterského od jednorohých nosorožců rodu Rhinoceros do samostatného rodu, který roku 1828 pojmenoval Didermocerus. Německý zoolog Constantin Wilhelm Lambert Gloger navrhl v roce 1841 používat jméno Dicerorhinus, z roku 1868 zase pochází pojmenování Ceratorhinus, jehož autorem John Edward Gray. Za normálních okolností by mělo být používáno nejstarší jméno, ale Mezinárodní komise pro zoologickou nomenklaturu roku 1977 u nosorožce sumaterského verifikovala rodové jméno Dicerorhinus. Dicerorhinus pochází z řeckých výrazů δι (což znamená dva), κέρας (což znamená roh) a ρινος (což znamená nos).
Rozlišují se tři poddruhy:
- D. s. sumatrensis (Fischer, 1814), známý jako nosorožec sumaterský západní, který přežívá pouze v počtu méně než 80 jedinců. Většina nosorožců žije v sumaterských národních parcích Bukit Barisan Selatan, Gunung Leuser a Way Kambas. Populace z Way Kambas je jediná, která snad pomalu roste.[2] Pro nosorožce z poloostrovní Malajsie bylo kdysi užíváno trinomického jméno D. s. niger, které později bylo uznáno jako synonymní k D. s. sumatrensis.[7]
- D. s. harrissoni Groves, 1965, známý jako nosorožec sumaterský východní, který byl kdysi běžný na celém Borneu; k roku 2016 však podle odhadů přežívá jen asi 15 nosorožců.[10] Hrstka jedinců může přežívat ve Východním Kalimantanu, populace žijící v Sabahu jsou považovány ve volné přírodě za vyhubené.[2] Poddruh nese jméno po výzkumníkovi Tomu Harrissonovi, jenž se v 60. letech 20. století intenzivně zabýval bornejskou zoologií a antropologií.[11] Bornejský poddruh je výrazně menší než ostatní dva poddruhy.[7]
- D. s. lasiotis (Buckland, 1872), známý jako nosorožec sumaterský severní, se kdysi vyskytoval na území Indie, Bhútánu, Myanmaru (Barmy) a Bangladéše, nicméně v těchto zemích byl prohlášen za vyhynulého. Nepotvrzené zprávy naznačují, že malá populace (snad 2–3[12]) možná stále existuje v Myanmaru, nicméně šance jsou jen velmi nízké.[2] Původní název poddruhu lasiotis je odvozen z řeckého výrazu pro „chlupaté uši“. Pozdější studie sice ukázaly, že tyto chlupy nejsou pro poddruh nikterak výjimečné, nicméně status poddruhu zůstal zachován, neboť nosorožec sumaterský severní je/byl znatelně mohutnější než zbylé dva poddruhy.[7]

## Evoluce

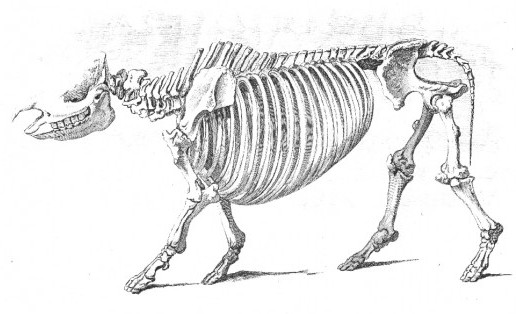
Nosorožec sumaterský, kostra

Předkové nosorožců se poprvé oddělili od ostatních lichokopytníků ve spodním eocénu. Srovnání mitochondriální DNA naznačuje, že se předkové současných nosorožců oddělili od předků koňovitých asi před 50 miliony let. Současná čeleď nosorožcovitých se poprvé objevila ve svrchním eocénu v Eurasii a předkové současných druhů nosorožců se z Asie rozptýlili od začátku miocénu.
Nosorožec sumaterský je považován za nejméně odvozený druh ze všech recentních nosorožců, protože sdílí více znaků se svými miocenními předky. Paleontologické důkazy ve fosilním záznamu datují samotný rod Dicerorhinus, do něhož nosorožec sumaterský spadá coby jediný recentní zástupce, do období spodního miocénu před 23 až 16 miliony lety. Molekulární datování naznačuje odštěpení rodu Dicerorhinus od ostatních čtyř žijících druhů již před 25,9 ± 1,9 miliony lety. Ohledně příbuznosti nosorožce sumaterského s ostatními žijícími nosorožci byly navrženy tři hypotézy. Jedna hypotéza předpokládá, že nosorožec sumaterský je blízce příbuzný nosorožci dvourohému a nosorožci tuponosému (oba druhy žijí v Africe), přičemž tuto hypotézu má potvrzovat to, že nosorožec sumaterský má dva rohy místo jednoho, stejně jako africké druhy. Jiní taxonomové považují nosorožce sumaterského za sesterský taxon k nosorožci indickému a jávskému, protože jejich areály výskytu se těsně překrývají. Třetí hypotéza, založená na novějších analýzách, však předpokládá, že oba afričtí nosorožci, oba asijští nosorožci a nosorožec sumaterský představují tři v podstatě samostatné linie, které se rozdělily před asi 25,9 miliony lety. Která skupina divergovala jako první, ale zůstává nejasné.
Vzhledem k morfologickým podobnostem je nosorožec sumaterský považován za blízce příbuzného s vyhynulým nosorožcem srstnatým (Coelodonta antiquitatis) a rodem Stephanorhinus (některé druhy řadící se do tohoto rodu byly historicky sdružovány v rodu Dicerorhinus). Nosorožec srstnatý, pojmenovaný tak podle osrstění, které sdílí s nosorožcem sumaterským, se poprvé objevil v Číně a do svrchního pleistocénu se rozšířil po celém euroasijském kontinentu od Koreje po Španělsko. Nosorožec srstnatý přežil poslední dobu ledovou, nicméně spolu s mnohými jinými velkými savci vyhynul před asi 10 000 lety. V Evropě jsou druhy rodu Stephanorhinus nalézány v souvrstvích od svrchního pliocénu do pleistocénu (v Číně od pleistocénu), přičemž dva druhy, Stephanorhinus kirchbergensis a Stephanorhinus hemitoechus, přežily až do poslední doby ledové. Ačkoli některé morfologické studie tento příbuzenský vztah zpochybňovaly, některé molekulární analýzy blízký vztah naopak podpořily.
Genetická studie z roku 2018 založená na kompletním jaderném genomu jedince ze Sumatry naznačila silné výkyvy v celkové velikosti populace sumaterských nosorožců v průběhu historie, s obecným klesajícím trendem od středního a svrchního pleistocénu. Maximální efektivní velikost populace činila asi 57 800 jedinců před zhruba 950 000 lety. Na začátku holocénu populace možná poklesla na přibližně 500 až 1 300 jedinců, s mírným oživením během eemského interglaciálu. Početnost nosorožců byla pravděpodobně ovlivněna změnou klimatu, která způsobila úbytek vhodného prostředí pro nosorožce. Docházelo zřejmě k výrazným výkyvům v početnosti populací a také k jejich fragmentacím v důsledku zaplavení Sundalandu. Ve svrchním pleistocénu mohly hrát roli i člověkem vyvolané změny stanovišť a lov. Tato studie však byla později kritizována za to, že nezahrnula genetický materiál z vyhynulých pevninských populací, což by poskytlo ucelenější pohled na problematiku. Pozdější studie, založená na mitochondriálním genomu více jedinců z celého areálu výskytu, naznačila, že populace byla v posledních 400 000 letech relativně stabilní, s efektivní velikostí populace 40 000 jedinců, přičemž prudký pokles začal přibližně před 25 000 lety.
Kladogram níže demonstruje vztahy recentních a pozdně pleistocenních druhů nosorožců (bez druhu Stephanorhinus hemitoechus) na základě celých jaderných genomů podle studie z roku 2021.
|  | nosorožec dvourohý (Diceros bicornis)    |
|  |                                          |
|  | nosorožec tuponosý (Ceratotherium simum) |
|  |                                          |

|  | nosorožec indický (Rhinoceros unicornis) |
|  |                                          |
|  | nosorožec jávský (Rhinoceros sondaicus)  |
|  |                                          |

|  | nosorožec sumaterský (Dicerorhinus sumatrensis)                                                                    |
|  | |
|  | \| \| † nosorožec srstnatý (Coelodonta antiquitatis) \| \| \| \| \| \| † Stephanorhinus kirchbergensis \| \| \| \| |
|  | |
|  | † nosorožec srstnatý (Coelodonta antiquitatis)                                                                     |
|  | |
|  | † Stephanorhinus kirchbergensis                                                                                    |
|  | |

|  | † nosorožec srstnatý (Coelodonta antiquitatis) |
|  |                                                |
|  | † Stephanorhinus kirchbergensis                |
|  |                                                |

|  | nosorožec indický (Rhinoceros unicornis) |
|  |                                          |
|  | nosorožec jávský (Rhinoceros sondaicus)  |
|  |                                          |

|  | nosorožec sumaterský (Dicerorhinus sumatrensis)                                                                    |
|  | |
|  | \| \| † nosorožec srstnatý (Coelodonta antiquitatis) \| \| \| \| \| \| † Stephanorhinus kirchbergensis \| \| \| \| |
|  | |
|  | † nosorožec srstnatý (Coelodonta antiquitatis)                                                                     |
|  | |
|  | † Stephanorhinus kirchbergensis                                                                                    |
|  | |

|  | † nosorožec srstnatý (Coelodonta antiquitatis) |
|  |                                                |
|  | † Stephanorhinus kirchbergensis                |
|  |                                                |

|  | nosorožec dvourohý (Diceros bicornis)    |
|  |                                          |
|  | nosorožec tuponosý (Ceratotherium simum) |
|  |                                          |

|  | nosorožec indický (Rhinoceros unicornis) |
|  |                                          |
|  | nosorožec jávský (Rhinoceros sondaicus)  |
|  |                                          |

|  | nosorožec sumaterský (Dicerorhinus sumatrensis)                                                                    |
|  | |
|  | \| \| † nosorožec srstnatý (Coelodonta antiquitatis) \| \| \| \| \| \| † Stephanorhinus kirchbergensis \| \| \| \| |
|  | |
|  | † nosorožec srstnatý (Coelodonta antiquitatis)                                                                     |
|  | |
|  | † Stephanorhinus kirchbergensis                                                                                    |
|  | |

|  | † nosorožec srstnatý (Coelodonta antiquitatis) |
|  |                                                |
|  | † Stephanorhinus kirchbergensis                |
|  |                                                |

|  | nosorožec indický (Rhinoceros unicornis) |
|  |                                          |
|  | nosorožec jávský (Rhinoceros sondaicus)  |
|  |                                          |

|  | nosorožec sumaterský (Dicerorhinus sumatrensis)                                                                    |
|  | |
|  | \| \| † nosorožec srstnatý (Coelodonta antiquitatis) \| \| \| \| \| \| † Stephanorhinus kirchbergensis \| \| \| \| |
|  | |
|  | † nosorožec srstnatý (Coelodonta antiquitatis)                                                                     |
|  | |
|  | † Stephanorhinus kirchbergensis                                                                                    |
|  | |

|  | † nosorožec srstnatý (Coelodonta antiquitatis) |
|  |                                                |
|  | † Stephanorhinus kirchbergensis                |
|  |                                                |

|  | nosorožec dvourohý (Diceros bicornis)    |
|  |                                          |
|  | nosorožec tuponosý (Ceratotherium simum) |
|  |                                          |

|  | nosorožec indický (Rhinoceros unicornis) |
|  |                                          |
|  | nosorožec jávský (Rhinoceros sondaicus)  |
|  |                                          |

|  | nosorožec sumaterský (Dicerorhinus sumatrensis)                                                                    |
|  | |
|  | \| \| † nosorožec srstnatý (Coelodonta antiquitatis) \| \| \| \| \| \| † Stephanorhinus kirchbergensis \| \| \| \| |
|  | |
|  | † nosorožec srstnatý (Coelodonta antiquitatis)                                                                     |
|  | |
|  | † Stephanorhinus kirchbergensis                                                                                    |
|  | |

|  | † nosorožec srstnatý (Coelodonta antiquitatis) |
|  |                                                |
|  | † Stephanorhinus kirchbergensis                |
|  |                                                |

|  | nosorožec indický (Rhinoceros unicornis) |
|  |                                          |
|  | nosorožec jávský (Rhinoceros sondaicus)  |
|  |                                          |

|  | nosorožec sumaterský (Dicerorhinus sumatrensis)                                                                    |
|  | |
|  | \| \| † nosorožec srstnatý (Coelodonta antiquitatis) \| \| \| \| \| \| † Stephanorhinus kirchbergensis \| \| \| \| |
|  | |
|  | † nosorožec srstnatý (Coelodonta antiquitatis)                                                                     |
|  | |
|  | † Stephanorhinus kirchbergensis                                                                                    |
|  | |

|  | † nosorožec srstnatý (Coelodonta antiquitatis) |
|  |                                                |
|  | † Stephanorhinus kirchbergensis                |
|  |                                                |

|  | nosorožec dvourohý (Diceros bicornis)    |
|  |                                          |
|  | nosorožec tuponosý (Ceratotherium simum) |
|  |                                          |

|  | nosorožec indický (Rhinoceros unicornis) |
|  |                                          |
|  | nosorožec jávský (Rhinoceros sondaicus)  |
|  |                                          |

|  | nosorožec sumaterský (Dicerorhinus sumatrensis)                                                                    |
|  | |
|  | \| \| † nosorožec srstnatý (Coelodonta antiquitatis) \| \| \| \| \| \| † Stephanorhinus kirchbergensis \| \| \| \| |
|  | |
|  | † nosorožec srstnatý (Coelodonta antiquitatis)                                                                     |
|  | |
|  | † Stephanorhinus kirchbergensis                                                                                    |
|  | |

|  | † nosorožec srstnatý (Coelodonta antiquitatis) |
|  |                                                |
|  | † Stephanorhinus kirchbergensis                |
|  |                                                |

|  | nosorožec indický (Rhinoceros unicornis) |
|  |                                          |
|  | nosorožec jávský (Rhinoceros sondaicus)  |
|  |                                          |

|  | nosorožec sumaterský (Dicerorhinus sumatrensis)                                                                    |
|  | |
|  | \| \| † nosorožec srstnatý (Coelodonta antiquitatis) \| \| \| \| \| \| † Stephanorhinus kirchbergensis \| \| \| \| |
|  | |
|  | † nosorožec srstnatý (Coelodonta antiquitatis)                                                                     |
|  | |
|  | † Stephanorhinus kirchbergensis                                                                                    |
|  | |

|  | † nosorožec srstnatý (Coelodonta antiquitatis) |
|  |                                                |
|  | † Stephanorhinus kirchbergensis                |
|  |                                                |

## Popis

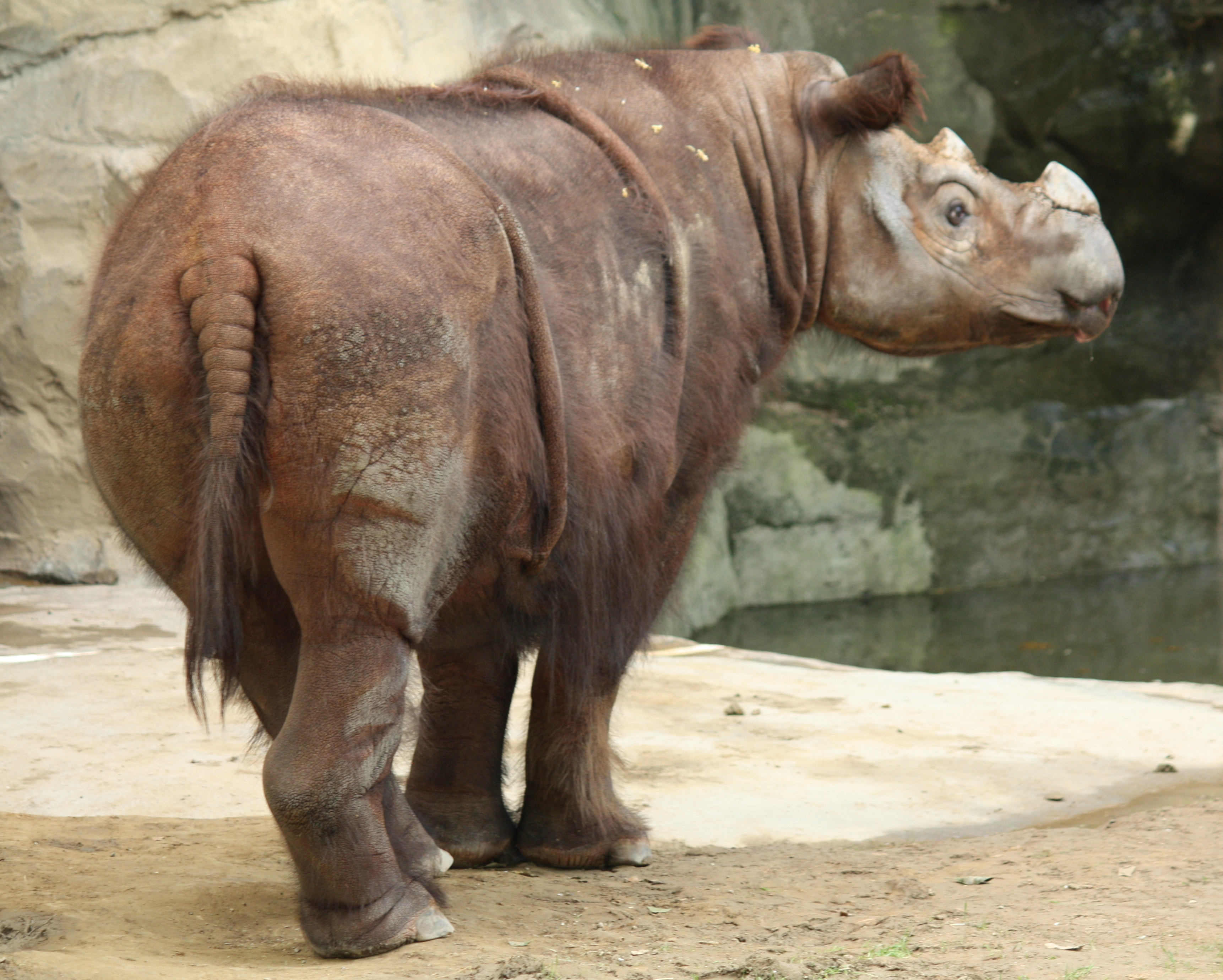
Nosorožec sumaterský v zajetí

Dospělý nosorožec sumaterský je v kohoutku vysoký 112 až 145 cm, na délku měří 236 až 318 cm a váží až 800 kg, ačkoli některé záznamy hovoří o jedincích o hmotnosti až 2000 kg. Stejně jako oba africké druhy nosorožců, i nosorožec sumaterský má dva rohy. Větší je přední roh, obvykle měří asi méně než 50 cm, i když jeden zaznamenaný exemplář měl roh dlouhý až 81 cm. Zadní roh je mnohem menší, obvykle pod 10 cm dlouhý, a často může mít jen podobu jakéhosi „knoflíku“. Rohy mají tmavě šedé nebo černé zbarvení. Samci mají větší rohy než samice, ačkoli jinak se u tohoto druhu neobjevuje výrazný pohlavní dimorfismus. Ve volné přírodě se nosorožec sumaterský dožívá odhadem 30 až 45 let. Rekordní dobu života v zajetí drží samice náležící k severnímu poddruhu, která se před smrtí v londýnské zoo v roce 1900 dožila 32 let a 8 měsíců.
Za předníma nohama a před zadníma nohama obepínají tělo nosorožce dva silné záhyby kůže. Menší kožní záhyby má nosorožec kolem krku. Samotná kůže je tenká, 10 až 16 mm tlustá, a ve volné přírodě zřejmě nosorožec neukládá žádný podkožní tuk. Srst může být hustá (nejhustší je u mladých mláďat) i řídká, přičemž obvykle má červenohnědé zbarvení. Ve volné přírodě je tuto srst obtížné postřehnout, protože nosorožci jsou často pokryti blátem. V zajetí však srst dorůstá a stává se mnohem výraznější, zřejmě i protože se zde nosorožcům tolik neodírá při prodírání se vegetací. Nosorožci mají kolem uší trs dlouhých chlupů, hustý chomáč chlupů pak roste i na konci ocasu. Stejně jako v případě ostatních nosorožců se i nosorožec sumaterský vyznačuje velmi slabým zrakem. Navzdory své mohutné tělesné stavbě je nosorožec sumaterský ve svém přirozeném prostředí rychlý a mrštný; snadno se pohybuje v hornatém terénu a bez problémů překonává strmé svahy a říční břehy.
Celkový zubní vzorec činí I 1/0, C 0/I, P 3/3, M 3/3 = 28 zubů, počet obratlů činí 7 krčních, 19 hrudních, 3 bederní, 4 křížové a 26 ocasních.

## Výskyt a stanoviště

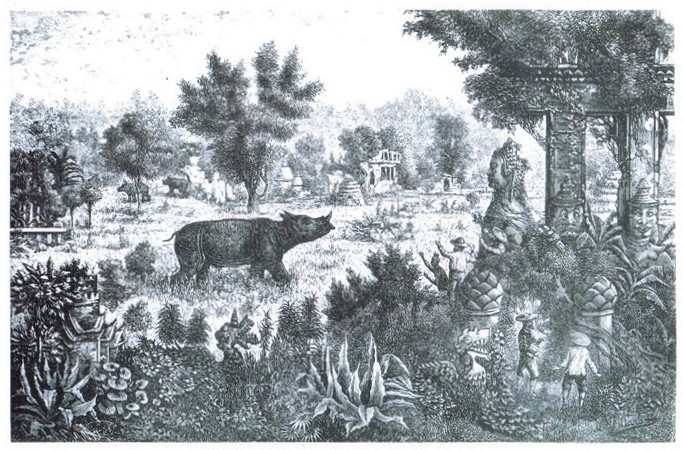
Nosorožec sumaterský v severním Thajsku na kresbě z roku 1867

Nosorožec sumaterský žije v nížinných i vysokohorských druhotných deštných lesích, bažinách a mlžných lesích. Obývá kopcovité oblasti v blízkosti vody, zejména strmá výše položená údolí s bohatým podrostem. Kdysi žil v souvislém areálu až po Barmu, východní Indii a Bangladéš. Podle nepotvrzených zpráv se vyskytoval také v Kambodži, Laosu a Vietnamu, nicméně na drtivé většině tohoto území byl již vyhuben. Existuje naděje, že nosorožci sumaterští mohou stále přežívat v Barmě, ačkoli tato možnost je jen málo pravděpodobná. Politické nepokoje v oblasti zabránily jakémukoli odhadu velikosti zdejší případné populace nebo studiu možných přeživších zvířat. Z 90. let 20. století ještě pocházejí záznamy o nosorožcích žijících v oblasti barmsko-indické státní hranice.
Populace nosorožců sumaterských jsou v areálu výskytu značně fragmentovány, mnohem více než v případě ostatních asijských nosorožců, což ztěžuje účinnou ochranu druhu. Nosorožci sumaterští se zřejmě vyskytují jen ve čtyřech oddělených oblastech, jimiž jsou Národní park Bukit Barisan Selatan (přítomnost nosorožců zde je však zpochybňována kvůli narušujícím a nezákonným praktikám na území parku jako je pytláctví a sběr ostatních produktů lesa), Národní park Gunung Leuser a Národní park Way Kambas na Sumatře. Přežívá asi také na indonéském Borneu západně od Samarindy, hrstka jedinců může stále žít mimo rezervace v sumaterském Ačehu.
V národním parku Kerinci Seblat, největším na Sumatře, žilo podle odhadů v 80. letech 20. století asi 500 nosorožců, ale v důsledku pytláctví je tato populace nyní považována za vyhynulou. V Malajsii bylo vyhynutí tohoto druhu ve volné přírodě oznámeno v roce 2015; z Malajského poloostrova pochází poslední záznam o nosorožci z roku 2007. Poslední známý nosorožec sumaterský v Malajsii, samice Iman, uhynula v listopadu 2019. Ve snaze oživit populaci nosorožců a zvrátit jejich vymření v zemi malajští vědci hodlají využít zachovaných tkání a buněk mrtvých nosorožců.

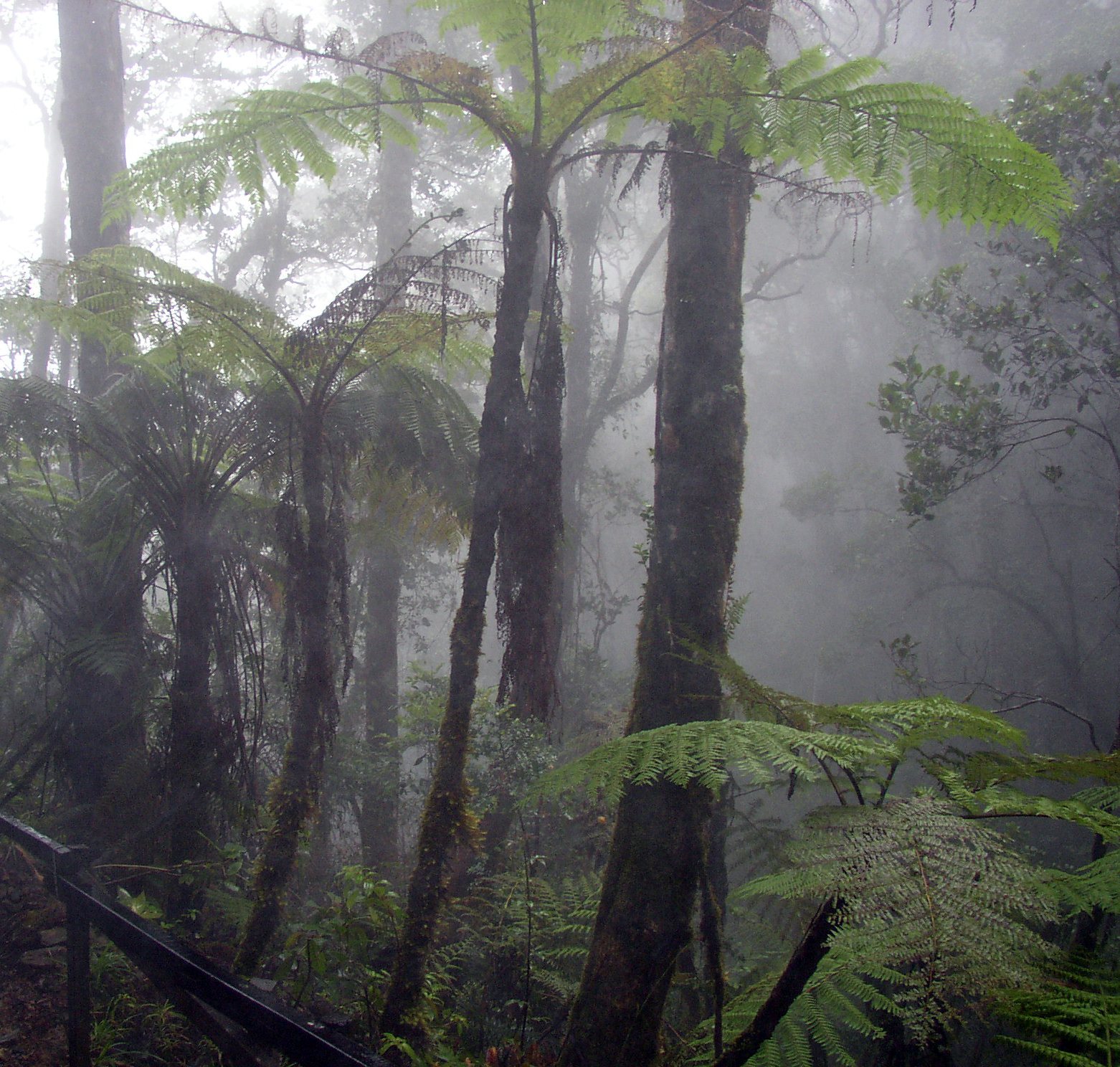
Les v Sabahu na Borneu

Genetická analýza populací nosorožců sumaterských identifikovala jejich tři odlišné genetické linie. Z výsledků vyplývá, že Malacký průliv mezi Sumatrou a Malajsií nebyl pro nosorožce tak významnou překážkou jako Barisanské pohoří táhnoucí se Sumatrou, neboť nosorožci na východní Sumatře a Malajském poloostrově jsou si příbuznější ve srovnání s nosorožci na druhé straně pohoří na západě ostrova. Nosorožci z východní Sumatry a Malajsie vykazují tak malé genetické rozdíly, že tyto populace pravděpodobně během pleistocénu, kdy byla hladina moře mnohem nižší než dnes a Sumatra tak tvořila součást pevniny Sundalandu, vůbec nebyly odděleny. Populace na Sumatře a v Malajsii jsou si geneticky natolik blízké, že by ani jejich vzájemné kříženi nepůsobilo problémy; naopak nosorožci z Bornea vůči nim vykazují větší odlišnosti, takže není doporučeno jejich křížení s ostatními populacemi. Zhruba od počátku 21. století začali genetikové využívat identifikací mikrosatelitů ke studiu rozmanitosti genofondu v rámci těchto populací. Výsledky prvních testů zjistily, že úroveň variability v populacích nosorožců sumaterských je srovnatelná s úrovní variability v populacích méně ohrožených afrických nosorožců.
Od 90. let 20. století byli nosorožci považováni za vyhynulé na indonéském Borneu. V březnu 2013 nicméně Světový fond na ochranu přírody (WWF) oznámil, že jeden tým při monitorování orangutanů nalezl v kabupatenu Západní Kutai ve východním Kalimantanu několik čerstvých stop nosorožců, bahenní nádrže, stopy po aktivitě nosorožců na stromech a nosorožčí kousance na malých větvích. Tým také zjistil, že nosorožci zde konzumovali více než 30 druhů rostlin. Dne 2. října 2013 pak WWF zveřejnil videozáznamy z fotopastí, které potvrzují přítomnost nosorožců v Kutai Baratu na Kalimantanu, přičemž je možné, že na záznamech jsou dva různí jedinci. Tehdejší indonéský ministr lesnictví Zulkifli Hasan označil nahrávky za velmi důležité a zmínil se o cíli Indonésie, kterým je růst populace nosorožců o tři procenta ročně. Dne 22. března 2016 WWF oznámil, že na Kalimantanu byl nalezen živý nosorožec sumaterský; šlo o první fyzický kontakt nosorožce sumaterského a člověka na Borneu po více než 40 letech. Samice nosorožce byla následně umístěna do rezervace, brzy nicméně uhynula.

## Chování

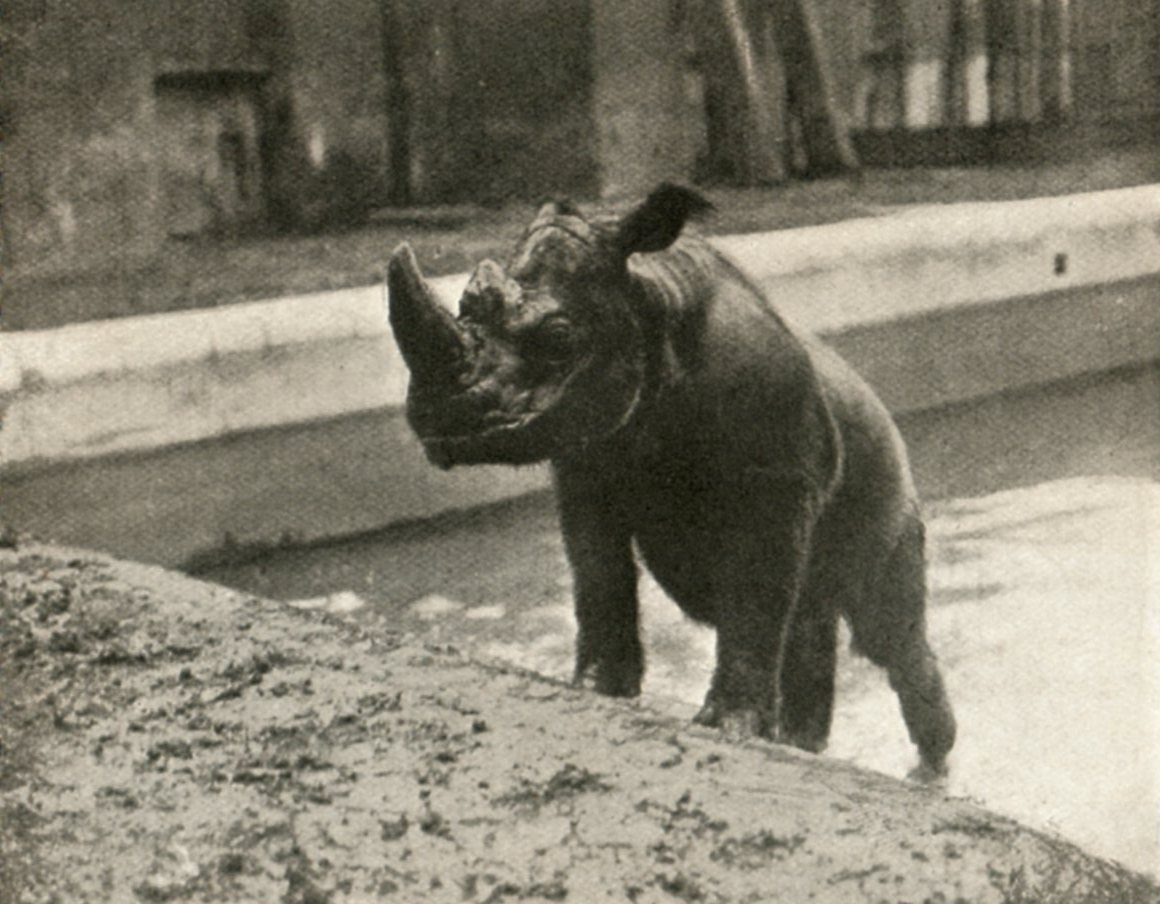
Samec vyhynulého poddruhu D. s. lasiotis v londýnské zoo (1904)

Nosorožci sumaterští žijí s výjimkou páření, obdobím před pářením a během výchovy mláďat striktně samotářsky. Jednotlivci si vydržují domovské areály, přičemž býci mají tato území až 50 km2 rozsáhlá, zatímco areály samic zahrnují jen asi 10 až 15 km2. Areály samic bývají od sebe odděleny, zatímco areály samců se často překrývají. K ostatním jedincům svého druhu jsou nosorožci sumaterští ve srovnání s ostatními nosorožci relativně tolerantní a nebylo prokázáno, že by si bránili svá teritoria aktivním bojem. Území si však značkují. Přes den nosorožci často odpočívají v bahenních jámách, které jim poskytují příjemný chlad. Při odpočinku leží na boku, nebo napůl na břiše a napůl na boku, mají obecně velmi lehký spánek. Aktivní jsou během noci.
Zdá se, že během roku mění stanoviště: během období dešťů se přesouvají do vyšších poloh, v chladnějších měsících se vracejí do nižších oblastí.

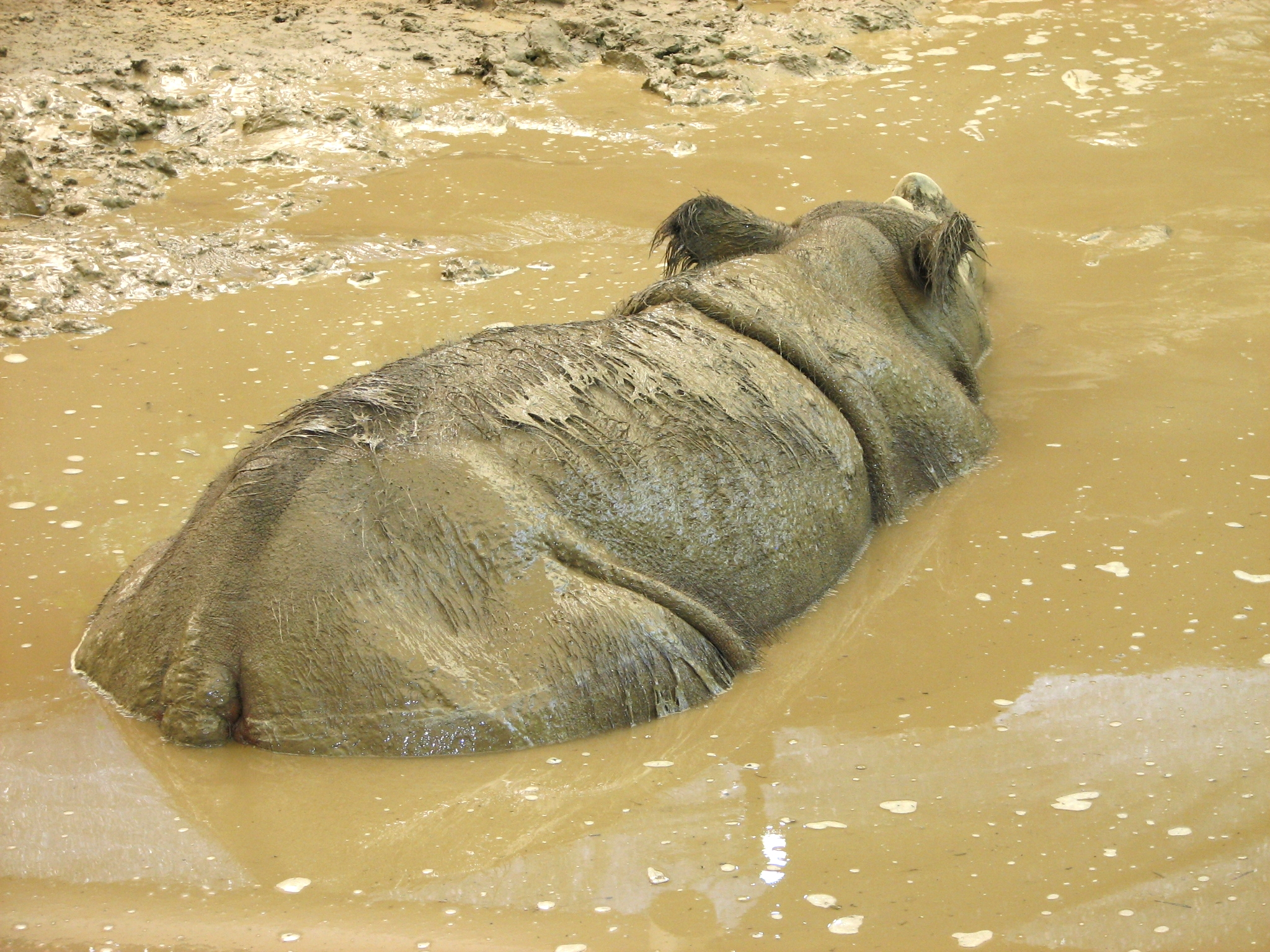
Nosorožec sumaterský v bahenní lázni v Cincinnati Zoo

Když nemají k dispozici jámy s bahnem, vyhlubují nosorožci bahenní louže za pomocí končetin a rohů. Válení se v bahně má pro nosorožce velkou důležitost a pomáhá jim udržovat správnou tělesnou teplotu a chránit kůži před vnějšími parazity. U exemplářů držených v zajetí, kteří byli těchto možností zbaveni, se rychle porušila a zanítila kůže, objevily se problémy s očima, zanícené nehty a vypadávání srsti a nakonec uhynuli. Jedna dvacetiměsíční studie chování mláďat při odpočinku v bahenních nádržích zjistila, že v jednom období navštíví nosorožec maximálně tři nádrže. Jednu nádrž využívají po dobu dvou až dvanácti týdnů a nakonec ji opustí. Nosorožci se rochní v bahně obvykle po dobu dvou až tří hodin kolem poledne, než se vydají za potravou. V zoologických zahradách je strávena doba ve srovnání s volně žijícími jedinci mnohem nižší: méně než 45 minut denně v zajetí oproti 80–300 minutám (v průměru 166 minut) u volně žijících zvířat.
O epidemiologii nosorožců sumaterských bylo zjištěno pouze málo informací. Bahenní lázně je obyčejně chrání před četnými ektoparazitickými druhy, ačkoli stále je napadají např. ovádovití. Mnoho zvířat chovaných v zajetí podlehlo infekčním onemocněním dýchacího systému (zápal plic, bronchitida, tuberkulóza). Nosorožec je také značně náchylný ke krevní chorobě surra, jejímž vektorem jsou ovádovití přenášející parazitické trypanozomy; například v roce 2004 uhynulo v průběhu 18 dnů od nákazy všech pět chovaných nosorožců v malajsijském Centru pro ochranu nosorožců sumaterských. Co se jedná predátorů, vyjma člověka nosorožec sumaterský nemá žádné přirozené nepřátele. Mláďata někdy mohou strhnout například tygři, nicméně mláďata většinou bývají pod ochranou svých matek a četnost takových útoků není známa. Ačkoli se areál nosorožce překrývá s areálem výskytu slonů indických a tapírů čabrakových, nezdá se, že by si tyto druhy významně konkurovaly. Je dokonce známo, že sloni a nosorožci sumaterští sdílejí společné prošlapané stezky a mnoho menších druhů, jako jsou jeleni, divoká prasata a divocí psi, tyto stezky následně rovněž druhotně využívají.
Nosorožec sumaterský udržuje stezky po celém území, které obývá. Ty se dělí do dvou skupin. Hlavní stezky využívají nosorožci po generace k přesunu mezi důležitými areály, vedou například k solným lizům nebo skrze koridory přes nehostinný terén. V areálech, kde se nosorožci krmí, putují po menších stezkách, stále pokrytých vegetací. Některé stezky nosorožců vedou i skrze těžko zdolatelný terén, někdy dokonce i přes řeku, a to navzdory silným proudům. Staré nosorožčí stezky přes sumaterskou řeku Alas v Ačehu naznačují, že ji zvířata kdysi překonávala v místech, kde je řeka několik metrů hluboká a asi 50 metrů široká. Relativní absence bahenních jam v blízkosti řek naznačuje, že nosorožci mohou příležitostně, namísto válení se v bahně, zvolit koupel.

### Potrava

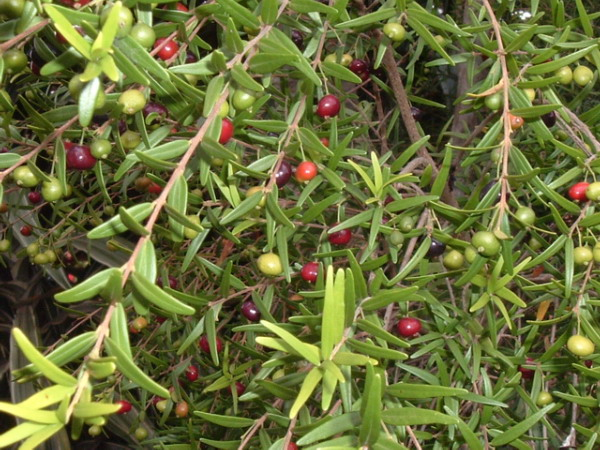
Eugenie

Nosorožci sumaterští se nejčastěji krmí těsně před setměním a ráno. Jsou to býložravci, jejich potravu tvoří mladé stromky, listy, větvičky a výhonky. Nosorožci obvykle sežerou až 50 kg potravy za den. Především na základě analýzy vzorků trusu bylo identifikováno více než 100 druhů konzumované potravy. Největší část jídelníčku tvoří mladé stromky o průměru kmene 1 až 6 cm. Mnoho druhů rostlin, které nosorožec pojídá, roste pouze v malých množstvích, což naznačuje, že nosorožec často mění skladbu svého jídelníčku a krmí se na různých lokalitách. Mezi nejběžnější rostliny, které nosorožec žere, patří mnoho druhů z čeledí pryšcovitých, mořenovitých a melastomovitých. Jeho nejčastější potravou je zřejmě myrtovitý rod eugenie.
Rostlinná strava nosorožce sumaterského obsahuje vysoký podíl vlákniny a jen střední podíl bílkovin. Pro výživu nosorožce jsou velmi důležité solné lizy zajišťující potřebné minerální látky. Tyto lizy mohou mít formu malých horkých pramenů, průsaků slané vody nebo bahenních jezírek. Vyjma doplnění potřebných látek mají pro nosorožce také důležitý sociální účel – samci je navštěvují, aby zde zachytili pach říjných samic. Někteří nosorožci sumaterští však žijí v oblastech, kde nejsou lizy snadno dostupné, případně je jednotlivci nevyužívají. Potřebné minerální látky zřejmě v tomto případě získávají konzumací specifických rostlin.

### Komunikace
Nosorožec sumaterský je nejhlasitějším druhem nosorožce. Byly u něj rozlišeny celkem tři druhy vydávaných zvuků. Nejběžnějším zvukem je krátké, asi jednu sekundu trvající zavytí. Druhé volání, v angličtině pojmenované whale podle podobnosti s voláním keporkaků, je nejpodobnější písňové vokalizaci a představuje druhý nejčetnější zvukový projev. Má různou výšku tónu a trvá od čtyř do sedmi sekund. Třetí projev, hvízdání, tvoří asi dvě sekundy trvající hvizd, na nějž bezprostředně navazuje prudké vyfrknutí vzduchu. Hvízdání představuje nejhlasitější z vokalizací a je dostatečně hlasité na to, aby rozvibrovalo železné mříže v zajetí, kde byli nosorožci studováni. Účel těchto zvuků není znám, i když se předpokládá, že, podobně jako v případě ostatních kopytníků, sděluje ostatním hrozby v okolí, reprodukční připravenost a napomáhá lokalizovat jedince. Hvízdání je slyšitelné na velkou vzdálenost, a to i v hustém porostu, v němž nosorožci sumaterští žijí. Bylo prokázáno, že volání slonů o podobné hlasitosti se nese na vzdálenost téměř 10 km a do podobných vzdáleností se nejspíše mohou šířit i zvuky nosorožců.
Nosorožec sumaterský je teritoriální a své území si vymezuje mj. hloubením půdy nohama, rozstřikováním moči a exkrementů (často právě do předem vyhloubené půdy) a ohýbáním a lámáním menších stromků; pokud nosorožci podobnou značku najdou na svých stezkách, obyčejně změní směr.

### Rozmnožování

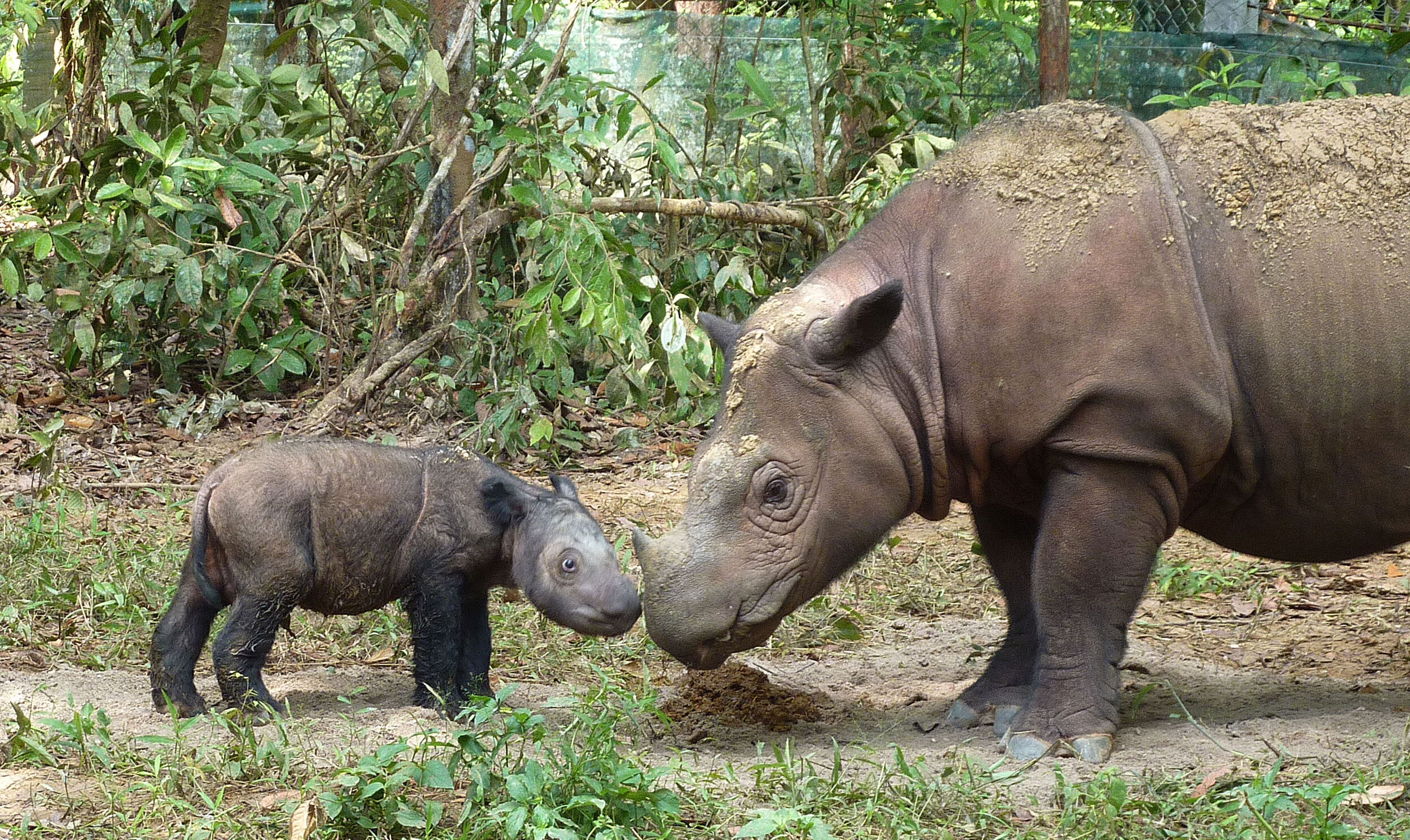
Samice s mládětem

Samice nosorožců sumaterských pohlavně dospívají ve věku šesti až sedmi let, zatímco samci dosahují pohlavní dospělosti až přibližně v deseti letech. Doba březosti činí přibližně 15 až 16 měsíců. Mládě, které obvykle váží 40 až 60 kg, je odstaveno zhruba po 15 měsících kojení a zůstává s matkou první dva až tři roky svého života. Ve volné přírodě se interval mezi porody u tohoto druhu odhaduje na 4 až 5 let. Chování nosorožců ve volné přírodě během výchovy potomků není dostatečně probádáno.
Informace o rozmnožovacím chování sumaterských nosorožců pocházejí převážně ze zajetí. Rozmnožování začíná obdobím námluv, během něhož se jednotlivci projevují zvýšenou vokalizací, zvedáním ocasu, močením a zvýšeným fyzickým kontaktem, kdy samec i samice čenichy narážejí do hlavy a genitálií svého protějšku. Průběh namlouvacího aktu se nejvíce podobá chování nosorožce dvourohého. Mladí samci nosorožce sumaterského jsou často vůči samicím velmi agresivní, někdy je během námluv poraní nebo dokonce zabijí. Ve volné přírodě by samice mohly před příliš agresivním samcem utéct, ale v menších výbězích v zajetí taková možnost není možná; nemožnost uniknout agresivním samcům může částečně přispět k nízké úspěšnosti programů chovu v zajetí.
Samotné období říje trvá přibližně 24 hodin a podle pozorování se opakuje cyklicky jednou za 21 a 25 dnů. Nosorožci v zoo v Cincinnati kopulovali asi 30 až 50 minut, což je podobná délka jako u jiných nosorožců; pozorování v Centru pro ochranu nosorožců sumaterských v Malajsii však naopak potvrdily samotný akt páření kratší. Vzhledem k tomu, že v zoo v Cincinnati došlo k několika úspěšným zabřeznutím a ostatní nosorožci také dlouho kopulují, může být delší kopulační cyklus přirozeným chováním. Ačkoli vědci pozorovali úspěšná zabřeznutí samic, všechna skončila z různých důvodů neúspěchem, a to až do prvního úspěšného porodu v zajetí v roce 2001; studie těchto neúspěchů v zoo v Cincinnati zjistily, že ovulace nosorožce sumaterského je indukována kopulací a že úroveň hladiny progesteronu je u tohoto druhu značně nepředvídatelná. Úspěšného odchovu se nakonec podařilo dosáhnout v letech 2001, 2004 a 2007, kdy byl březí samici podáván doplňkový progestogen. V roce 2016 se v západní Indonésii narodilo mládě v zajetí, což byl teprve pátý takový porod v chovatelském zařízení.

## Ohrožení a ochrana

### Hrozby

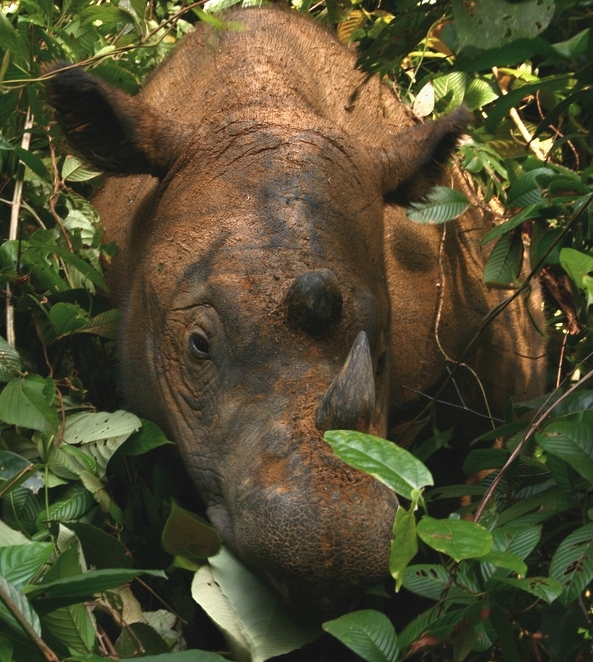
Nosorožec sumaterský v NP Way Kambas na Sumatře

Nosorožci sumaterští představovali kdysi poměrně početný druh, rozšířený v jihovýchodní Asii. V současnosti (k roku 2020) je nicméně nosorožec sumaterský Mezinárodním svazem ochrany přírody (IUCN) klasifikován jako kriticky ohrožený, přičemž podle IUCN přežívá méně než 100 jedinců a žádná subpopulace nečítá víc než 50 zvířat. Až do počátku 90. let 20. století počty nosorožců klesaly rychlým tempem o 50 % a více za dekádu a celková populace nosorožců sumaterských se za posledních 30 let podle IUCN snížila nejméně o 80 %. Malé, rozptýlené populace nyní čelí vysokému tlaku ze strany inbreedingu a projevuje se také Alleeho efekt (počty nosorožců tedy již nejsou schopny udržovat stabilní populace, i kdyby nečelily žádnému tlaku ze strany člověka). Většina zbývajícího životního prostředí nosorožců se soustřeďuje do relativně nepřístupných horských oblastí Indonésie. Podle IUCN mají nosorožci 90% pravděpodobnost vyhynutí v příštích 60 letech, pokud nedojde k úspěšným zásahům ze strany člověka. Indonéské ministerstvo životního prostředí zahájilo oficiální sčítání nosorožců sumaterských v únoru 2019. Výsledky by měly být známy do tří let.
Hlavní hrozbou pro nosorožce se stal především bezuzdný lov. Navzdory tomu, že podle některých zpráv má nosorožec delikátní maso, hlavním důvodem lovu se stály části těla, hlavně rohy, které následně slouží „k léčbě“ celé řady nemocí, jako ochrana před jedy nebo jako afrodisiakum. Neprokázané zázračné vlastnosti nosorožčích rohů jsou popisovány skrze celou Asii, ačkoli nejpopulárnější jsou v rámci tradiční čínské medicíny. Z rohů byly vyřezávány různé amulety a také šálky, jež podle pověr uměly detekovat otrávený nápoj, a tím zachránit svého nositele od otravy. V Barmě se věří, že pokud se hobliny z nosorožčího rohu vloží do otráveného nápoje, ten začne bublat a dýmat, nicméně věda tyto vlastnosti nikdy nepotvrdila. Prášek z rohů smíchaný s vodou, kokosovým olejem anebo jiným rozpouštědlem má představovat substanci zvyšující libido a léčící širokou škálu nemocí, mimo jiné i rakovinu, lepru, tuberkulózu, tyfus, různé infekce i psychické (a spirituální) problémy. Vyjma rohů však „zázračné léčivo“ představují prakticky všechny tkáně a výměšky nosorožců, dokonce i krev a moč. Právě lov místními obyvateli vedl k vyhynutí/masivnímu úbytku nosorožce prakticky z celého areálu výskytu, v Číně a Indočíně dokonce ještě před vlivem evropských lovců, kteří se na zmenšení populací zřejmě nepodíleli příliš velkou měrou. Hlavním způsobem zabití tohoto vzácného, skrytě žijícího tvora, také nebyl lov střelnými zbraněmi, ale spíše za pomocí vyhloubených jam na nosorožčích stezkách, často poblíž solných lizů. I u současných drasticky zredukovaných populací se pytláctví občasně objevuje kvůli poptávce po rozích ve Vietnamu a Číně, nicméně lov není organizovaný v takovém rozsahu, jako je tomu u afrických nosorožců.
Vyjma pytláctví nosorožce ohrožuje i ztráta přirozeného prostředí. Deštné pralesy v Indonésii a Malajsii, které nosorožci sumaterští obývají, představují cíl legální i nelegální těžby dřeva. Vzácné dřeviny, jako je merbau, meranti a semaram, představují velmi cenný artikl na mezinárodním trhu a jejich cena dosahuje až 1 800 dolarů za m3. Prosazování zákonů o nezákonné těžbě dřeva je nicméně mnohdy obtížně vymahatelné. Následky po katastrofálním zemětřesení a tsunami v Indickém oceánu v roce 2004 byly využity jako ospravedlnění k nové těžbě dřeva. I když je tvrdé dřevo z deštných pralesů určeno primárně pro mezinárodní trh a není široce využíváno v místním stavebnictví, počet povolenek k těžbě stromů s tvrdým dřevem se kvůli tsunami dramaticky zvýšil.

### Chov v zajetí

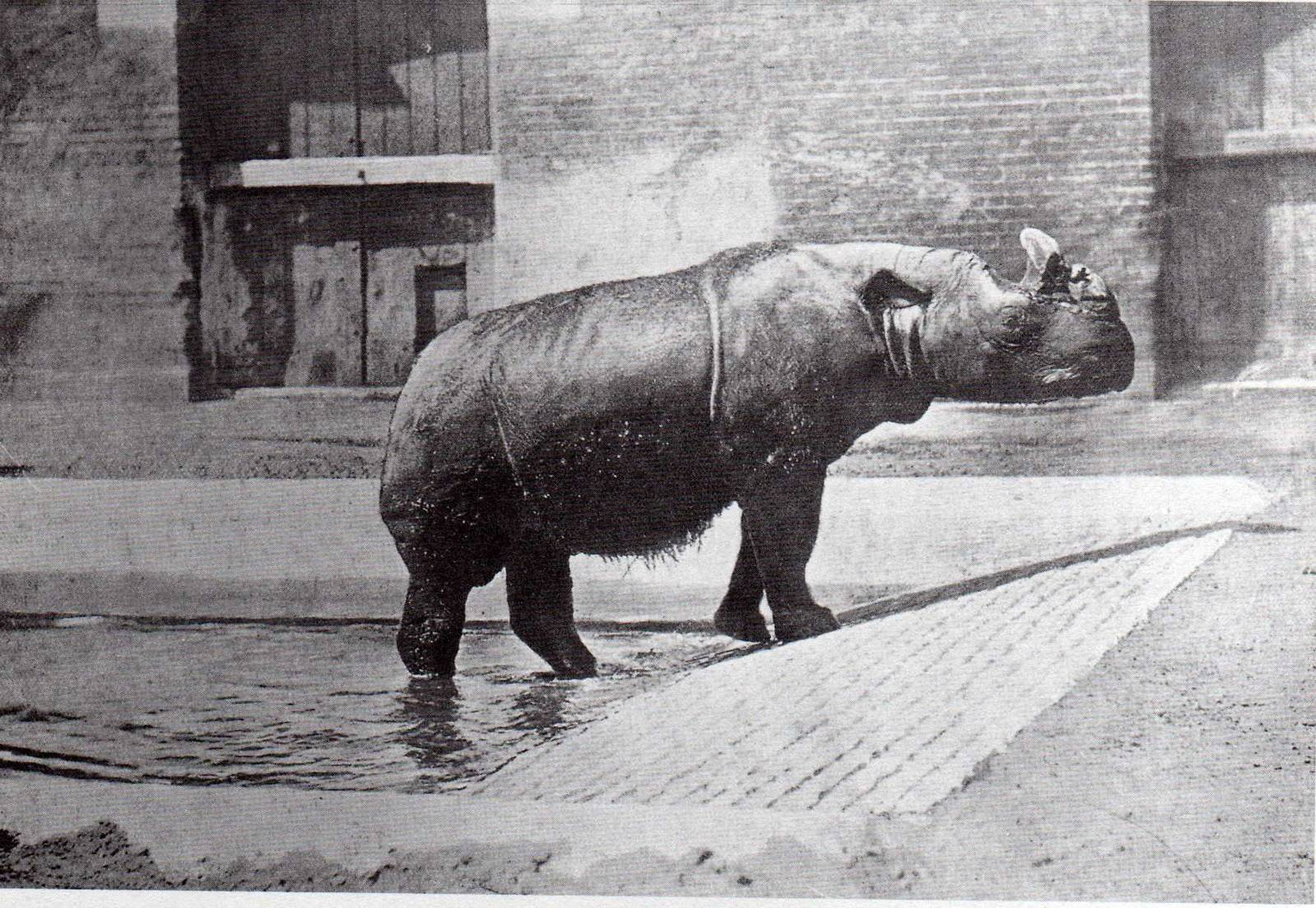
Samice Begum na archivní fotografii

Nosorožci sumaterští vyjma své přirozené prostředí přežívají jen s obtížemi. Londýnská zoo získala v roce 1872 pár nosorožců, kteří byli odchyceni v roce 1868 v Čitágáonu. Samice Begum, náležící do vyhynulého poddruhu lasiotis, přežila až do roku 1900 (žila tedy přes 32 let), což je rekordní věk. Během 19. století se dokonce podařil i jeden úspěšný odchov (1889). Populace nosorožců v zajetí však postupně klesala. V roce 1972 uhynula v kodaňské zoo samice Subur, poslední zbývající nosorožec v zajetí.

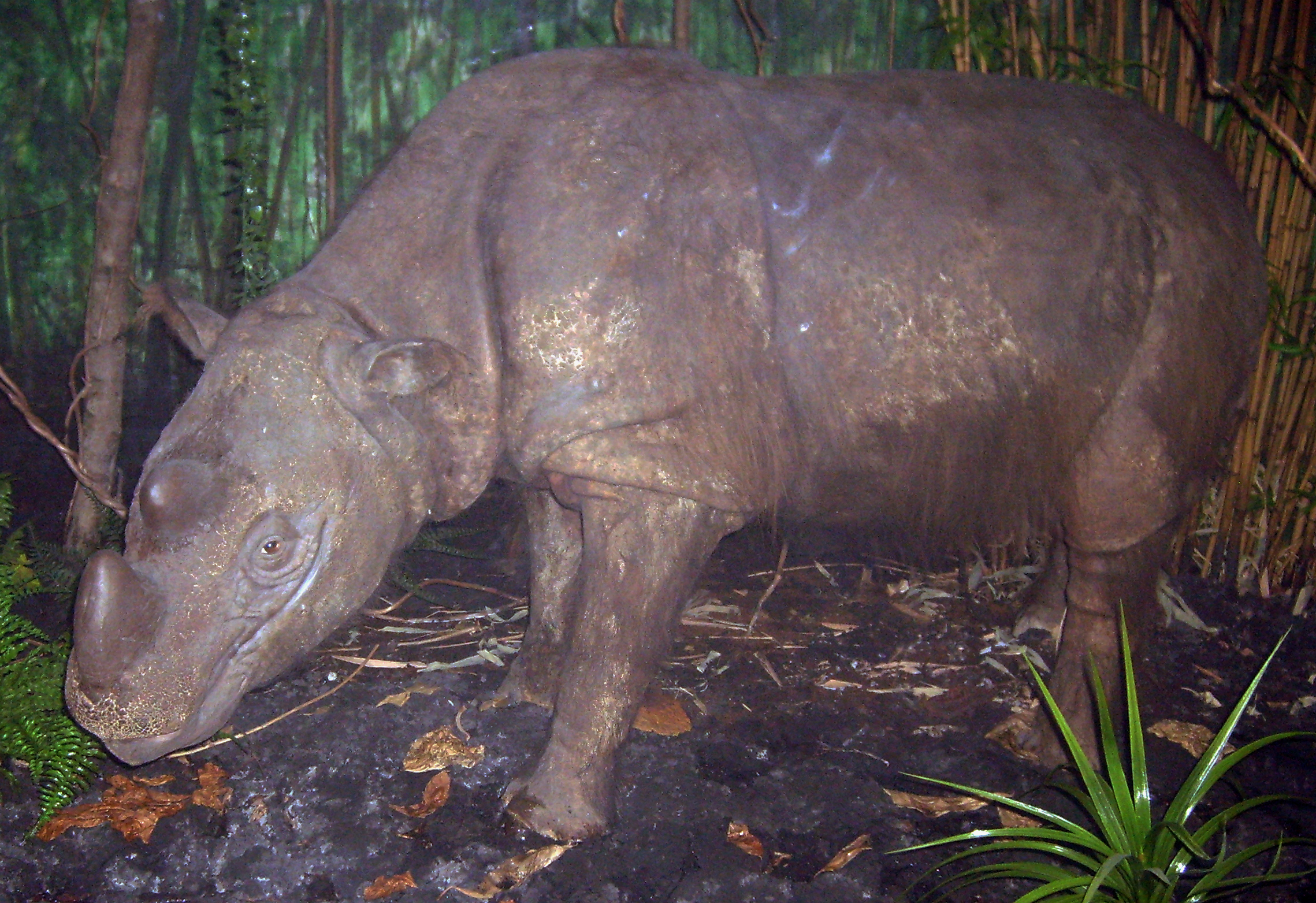
Zachovalé pozůstatky samice Subur, která žila v zajetí v 70. letech

Navzdory přetrvávající absenci reprodukčních úspěchů některé ochranářské organizace na počátku 80. let 20. století znovu zahájily program chovu nosorožce sumaterského v zajetí. V letech 1984 až 1996 bylo v rámci tohoto ex situ záchranného programu převezeno 40 nosorožců sumaterských z divoké přírody do zoologických zahrad a rezervací po celém světě. Ačkoli se do programu zpočátku vkládaly velké naděje a na jedincích chovaných v zajetí se provádělo mnoho výzkumů, koncem 90. let 20. století se ještě nepodařil ani jeden úspěšný odchov a program byl označen za selhání. V roce 1997 prohlásila specializovaná skupina Mezinárodního svazu ochrany přírody pro asijské nosorožce, která program kdysi podporovala, že program selhal dokonce i při udržování druhu v přijatelných mezích úmrtnosti, protože v zajetí za tuto dobu uhynulo 20 odchycených nosorožců. V roce 2004 došlo vlivem rozšíření parazitárního onemocnění surra v Centru pro ochranu nosorožců sumaterských k úhynu všech nosorožců v zajetí na Malajském poloostrově, čímž se chovaná populace nosorožců snížila na pouhých osm.

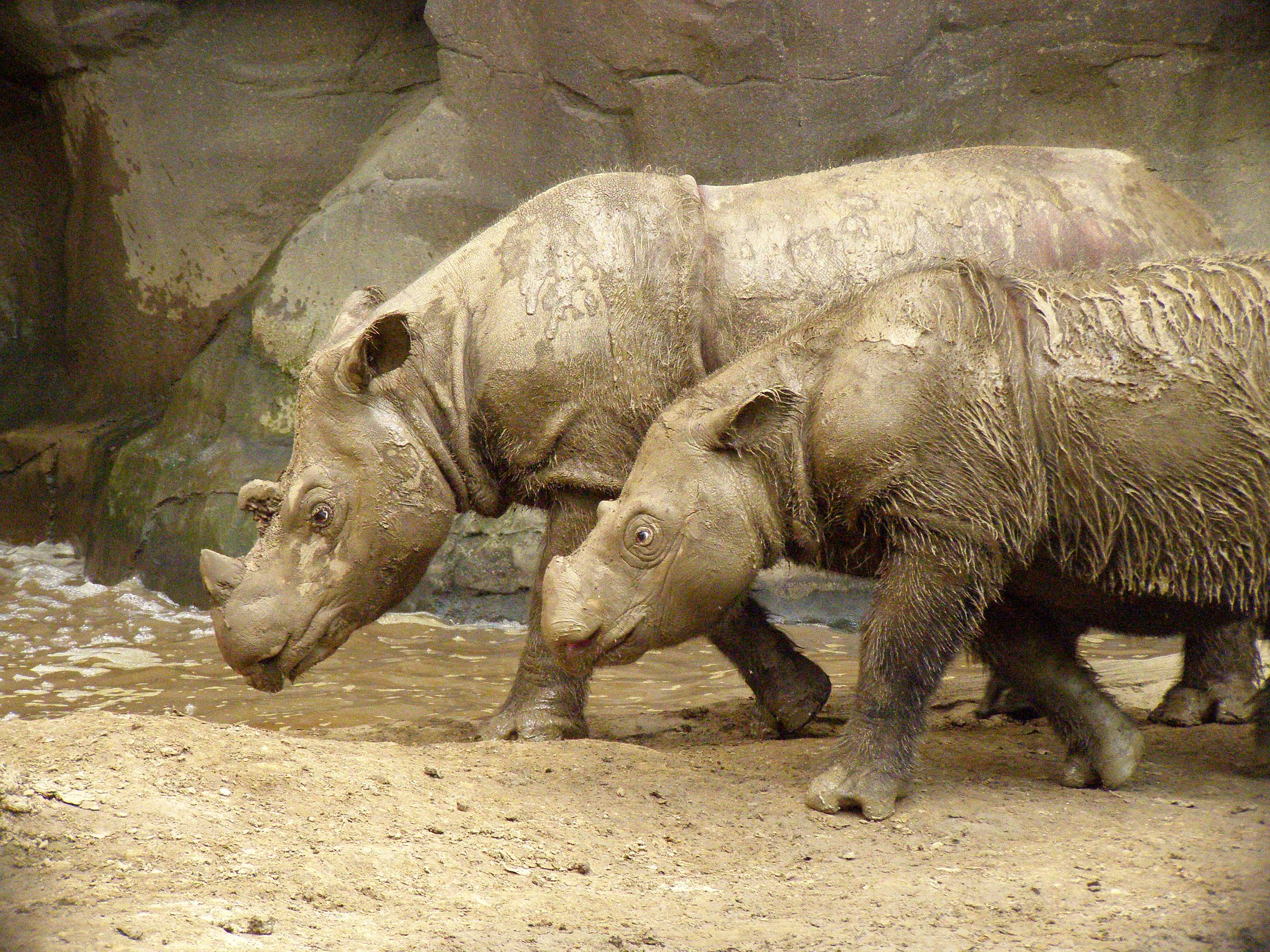
Emi a Harapan v zoo Cincinnati

Sedm z těchto nosorožců v zajetí bylo odesláno do Spojených států, jeden byl chován v jihovýchodní Asii. Do roku 1997 se však počet jedinců v zajetí snížil na pouhé tři: samici v zoo v Los Angeles, samce v zoo v Cincinnati a samici v zoo v Bronxu. V rámci poslední snahy o přežití populace v zajetí byli všichni tito nosorožci přesunuti do Cincinnati. Po letech neúspěšných pokusů se nakonec podařilo samici Emi z Los Angeles pošesté zabřeznout, a to se zbývajícím samcem Ipuhem. Všech jejích pět předchozích zabřeznutí skončilo neúspěchem. Reprodukční fyzioložka v zoo v Cincinnati Terri Rothová se z těchto předchozích neúspěchů poučila a s pomocí speciální hormonální léčby Emi v září 2001 porodila zdravého samce pojmenovaného Andalas (jméno vychází z indonéského literárního výrazu pro Sumatru). Porod tohoto samečka představoval první úspěšný vrh nosorožce sumaterského v zajetí po 112 letech. V červenci roku 2004 se zdařil porod samičky Suci (z indonéského výrazu pro čistotu) a v dubnu 2007 Emi porodila potřetí, a to druhého samce pojmenovaného Harapan (indonéský výraz pro naději, byl však nazýván též Harry). V roce 2007 byl Andalas, který žil v zoologické zahradě v Los Angeles, přesunut zpět na Sumatru, aby se zúčastnil chovných programů se zdravými samicemi. V červnu 2012 z této operace vzešel samec Andatu, čtvrté mládě narozené v zajetí. Andalas byl následně přesunut k samici Ratu, jež se narodila v divočině a přežívala v rezervaci pro nosorožce v národním parku Way Kambas.
Navzdory úspěchům zoo v Cincinnati zůstal program chovu v zajetí kontroverzní. Jeho zastánci tvrdí, že zoologické zahrady nejenže pomohly lépe proniknout do tajů reprodukčních návyků nosorožců, ale chov v zajetí vedl také ke zvýšení povědomí a informování veřejnosti o nosorožcích, pomohl získat finanční prostředky na ochranu tohoto druhu přímo na Sumatře a vedl k vytvoření malé chovné populace v zajetí. Odpůrci programu naopak tvrdí, že ztráty zvířat byly příliš velké, program příliš drahý, navíc odstranění nosorožců z jejich přirozeného prostředí, byť jen dočasné, mění jejich ekologickou úlohu a populace v zajetí se nemohou vyrovnat populacím v dobře chráněných původních biotopech, co se týče rychlosti jejich obnovy. V říjnu 2015 byl Harapan, poslední nosorožec sumaterský žijící na západní polokouli, převezen ze zoo v Cincinnati do Indonésie. V květnu 2016 se v NP Way Kambas narodila další samice pojmenovaná Delilah. Dvě samice se následně narodily i v roce 2022 (rodiče Andatu a Rosa), resp. 2023 (rodiče Andalas a Ratu) a v roce 2023 přišel na svět jeden samec (rodiče Delilah a Harapan).
Nosorožec sumaterský již naopak k roku 2019 vyhynul v Malajsii, a to i v rámci malajských chovných programů v zajetí. V srpnu 2016 žili v Malajsii už jen tři nosorožci sumaterští, všichni v zajetí ve státě Sabah. Šlo o samce jménem Tam a dvě samice: Puntung a Iman. V červnu 2017 byla Puntung utracena kvůli rakovině kůže. Tam uhynul 27. května 2019 a Iman zemřela na rakovinu 23. listopadu 2019 v rezervaci pro nosorožce na Borneu.

## Kultura a popularita

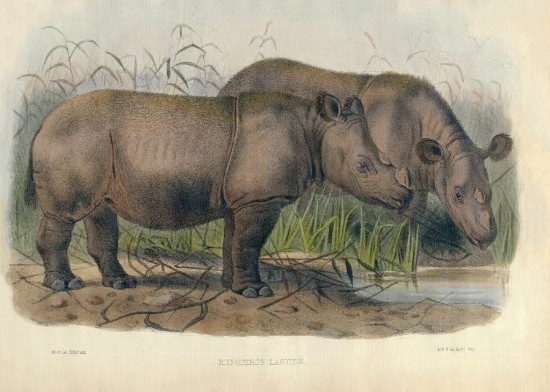
Ilustrace samice Begum (1872)

Kromě několika jedinců chovaných v zoologických zahradách a vyobrazených v knihách zůstává nosorožec sumaterský ve srovnání s nosorožci indickými a africkými nosorožci méně známým druhem. Videozáznamy nosorožce sumaterského v jeho přirozeném prostředí i v chovných centrech se nicméně od začátku 21. století objevily v několika dokumentárních filmech o přírodě. Rozsáhlé záběry lze nalézt v dokumentu Asia Geographic The Littlest Rhino (Nejmenší nosorožec). Novozélandská produkční společnost Natural History New Zealand představila záběry nosorožce sumaterského, které natočil nezávislý kameraman z Indonésie Alain Compost, v dokumentu The Forgotten Rhino (Zapomenutý nosorožec) z roku 2001, v němž se však objevovali především nosorožci jávští a indičtí.
Přítomnost nosorožců v různých oblastech byla dlouhodobě dokládána spíše přítomností trusu a stop, záběry nosorožců sumaterských byly poprvé pořízeny a široce rozšířeny ochránci přírody teprve v dubnu 2006, kdy fotopasti zachytily zdravého dospělce v džungli v Sabahu. V dubnu 2007 bylo oznámeno, že kamery zachytily vůbec první videozáznam divokého nosorožce. Noční záběry ukazovaly, jak se nosorožec krmí, dívá se do džungle a očichává kamerové zařízení. Světový fond na ochranu přírody, jenž videozáznam pořídil, jej použil ve snaze přesvědčit místní úřady, aby z oblasti vytvořily zónu pro ochranu nosorožců. Monitoring dále pokračoval s desítkami nových kamer, přičemž v únoru 2010 byla zachycena možná březí samice nosorožce.
Koloniální přírodovědci a lovci shromáždili o nosorožcích od poloviny 19. století do začátku 20. století řadu lidových příběhů. V Barmě byla kdysi rozšířená pověra, že se nosorožci živí ohněm. Podle těchto příběhů nosorožci sledují kouř až k jeho zdroji, zejména k ohňům založených v táborech, na které pak zaútočí. Podle další barmské pověry se nosorožci nejlépe loví za červencového úplňku, kdy se nosorožci shromažďují. V Malajsku se traduje, že roh nosorožce je dutý a lze ho použít jako jakousi hadici k dýchání vzduchu a stříkání vody. V Malajsii a na Sumatře lidé věřili, že nosorožec každý rok shodí svůj roh a zakope ho pod zem. Na Borneu prý nosorožec používal zvláštní masožravé praktiky: nejprve se vyprázdnil do potoka a poté snědl ryby, které omámil exkrementy.